# Rod Coleman
Roderick William Coleman (Whanganui, 19 giugno 1926 – Whanganui, 6 agosto 2019) è stato un pilota motociclistico neozelandese.

## Carriera
Per quanto riguarda le competizioni del motomondiale, pur avendo preso parte alle prove del Tourist Trophy 1949, prima prova assoluta della storia del motomondiale, senza ottenere peraltro un buon risultato, le sue prime presenze nelle classifiche iridate risalgono alla stagione 1951 nella classe 350. In totale nella carriera ha vinto un gran premio, il Tourist Trophy del 1954 e nello stesso anno si è classificato terzo nella classifica iridata della classe 350. Ha gareggiato inoltre nella classe 500, categoria nella quale ha conquistato un secondo posto al Gran Premio dell'Ulster nel 1952. Ha sempre gareggiato (tranne nel 1951, anno in cui utilizzò una Norton in classe 500) con moto britanniche della AJS.
È deceduto nel 2019 all'età di novantatre anni.

## Risultati nel motomondiale

### Classe 350
| 1951 | Classe | Moto |  |  |   |  |   |   |  |   |  | Punti | Pos. |
| ---- | ------ | ---- |  |  | - |  | - | - |  | - |  | ----- | ---- |
| 1951 | 350    | AJS  |  |  | 8 |  | 4 | 6 |  | 6 |  | 5     | 12º  |

| 1952 | Classe | Moto |   |   |   |  |  |   |   |    |  | Punti | Pos. |
| ---- | ------ | ---- | - | - | - |  |  | - | - | -- |  | ----- | ---- |
| 1952 | 350    | AJS  | 2 | 3 | 3 |  |  | 3 | 2 | NE |  | 20    | 4º   |

| 1953 | Classe | Moto |  |  |   |    |  |   |   |  |    | Punti | Pos. |
| ---- | ------ | ---- |  |  | - | -- |  | - | - |  | -- | ----- | ---- |
| 1953 | 350    | AJS  |  |  | 6 | NE |  | 3 | 3 |  | NE | 9     | 6º   |

| 1954 | Classe | Moto |   |   |   |   |   |   |   |     |   | Punti | Pos. |
| ---- | ------ | ---- | - | - | - | - | - | - | - | --- | - | ----- | ---- |
| 1954 | 350    | AJS  | - | 1 | - | - | 3 | 2 | 5 | Rit | - | 20    | 3º   |

| Legenda | 1º posto        | 2º posto            | 3º posto            | A punti      | Senza punti        | Grassetto – Pole position Corsivo – Giro più veloce |
| Legenda | Gara non valida | Non qual./Non part. | Ritirato/Non class. | Squalificato | '-' Dato non disp. | Grassetto – Pole position Corsivo – Giro più veloce |

### Classe 500
| 1951 | Classe | Moto   |  |  |     |    |  |    |     |     |  | Punti | Pos. |
| ---- | ------ | ------ |  |  | --- | -- |  | -- | --- | --- |  | ----- | ---- |
| 1951 | 500    | Norton |  |  | Rit | 10 |  | 11 | Rit | Rit |  | 0     |      |

| 1952 | Classe | Moto |   |   |   |   |     |   |     |  |  | Punti | Pos. |
| ---- | ------ | ---- | - | - | - | - | --- | - | --- |  |  | ----- | ---- |
| 1952 | 500    | AJS  | 5 | 4 | 5 | 5 | Rit | 2 | Rit |  |  | 15    | 4º   |

| 1953 | Classe | Moto |   |     |   |    |   |   |   |  |     | Punti | Pos. |
| ---- | ------ | ---- | - | --- | - | -- | - | - | - |  | --- | ----- | ---- |
| 1953 | 500    | AJS  | 4 | Rit | 5 | NE | 7 | 7 | 5 |  | Rit | 7     | 10º  |

| 1954 | Classe | Moto |  |     |    |     |   |   |   |     |  | Punti | Pos. |
| ---- | ------ | ---- |  | --- | -- | --- | - | - | - | --- |  | ----- | ---- |
| 1954 | 500    | AJS  |  | Rit | AN | Rit | 4 | 8 | 5 | Rit |  | 5     | 12º  |

| Legenda | 1º posto        | 2º posto            | 3º posto            | A punti      | Senza punti        | Grassetto – Pole position Corsivo – Giro più veloce |
| Legenda | Gara non valida | Non qual./Non part. | Ritirato/Non class. | Squalificato | '-' Dato non disp. | Grassetto – Pole position Corsivo – Giro più veloce |